# Budova hlavní pošty v Košicích

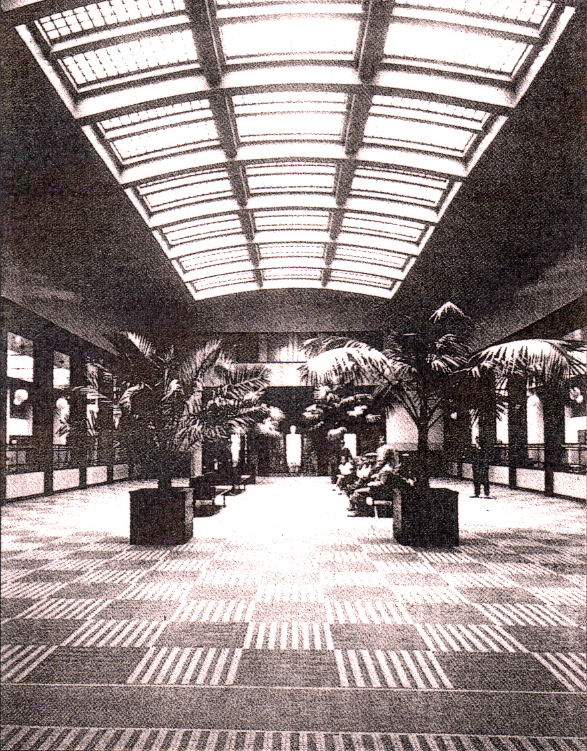
Interiér přepážkové haly

Budova hlavní pošty v Košicích (v minulosti nazývaná také Poštovní a telegrafní úřad nebo Ředitelství pošt a telegrafů) je rozsáhlý komplex budov, který v letech 1926 až 1928 v duchu funkcionalismu navrhl architekt Bohumír Kozák. Stavební práce v letech 1928 až 1930 prováděla firma Bedřich Koráb a Jaroslav Železný, Brno-Užhorod. Budova je národní kulturní památkou Slovenské republiky.

## První plány
První plány na výstavbu komplexu poštovních budov se objevily již v roce 1908. V té době úřad sídlil na Poštové ulici 8, východně od současného komplexu. V následujících letech se objevily i jiné návrhy - některé počítaly se zbouráním původní budovy a nahrazením novou, jiné zas jako nejvhodnější pozemek vyhodnotily hypodróm, kde pošta stojí dnes. Nastaly průtahy v územním řízení, zpožďovala se projektová příprava a vyskytly se i procesní chyby ve stavebním řízení. Tato situace trvala až do začátku první světové války, kdy byl projekt z důvodu nedostatku financí odsunut na neurčito. O projektu se začalo znovu uvažovat po válce a změně státních poměrů až v polovině 20. let.

## Vznik a popis projektu
Rozsáhlý blok poštovní budovy navrhl český architekt Bohumír Kozák, představitel funkcionalismu, teoretik architektury a ochránce památek, původně pro několik úrovní výkonu a řízení pošty a telegrafu včetně prostor takzvaného Radio-Journalu. Budova stojí na místě, kde se kdysi nacházel hippodrom, tedy jezdecký areál, který patřil ke kasárnám, které stojí na opačné straně ulice. Ucelený komplex budov byl první veřejnou stavbou na Slovensku, která byla zcela zbavena prvků historismu, který převládal do začátku 20. let.
Komplex sestává z kompozice několika jedno až pětipodlažní objektů a je situován západně od středověkého historického jádra města. V parteru je tento městský blok kompaktně uzavřený, ale ve vyšších podlažích se výrazně odlišují různě vysoké jednotlivé provozy, které tak tvoří relativně samostatné objemy. Velký vnitřní obslužný dvůr zpřístupňují dva podjezdy, oba na Poštové ulici, které jsou uzavřeny monumentálními branami. Z Moyzesovy ulice byl přístup ke tzv. Radiojournalu, tedy oblastnímu ředitelství Československého rozhlasu.
Na modernistickém rázu stavby podílelo několik klíčových motivů - jsou to konstruktivistické schodišťové věže, okna řazená do horizontálních pásů, či stylová kruhová okna, jakož i okrový keramický obklad. Nejpozoruhodnější je však určitě prostorná přepážková hala zastřešená zaklenutým sklobetonem, která byla určujícím prvkem ušlechtilého základního rázu

## Výstavba
Výstavbu tohoto komplexu realizovala Brněnsko-Užhorodská firma stavitelů Bedřicha Korába a Jaroslava Želeného. Podle dobových statistik bylo na stavbě použito 3,6 milionu kusů cihel, 9 tisíc metrů čtverečních měděného plechu, 7 tisíc metrů krychlových písku, 14 tisíc štěrku, 4 miliony kilogramů cementu, 1,4 milionu kg vápna, 400 tisíc kg železa a 10400 metrů čtverečních asfaltové izolace. Ze základové jámy budovy bylo odvezeno 20 tisíc metrů krychlových zeminy. Stavbu kolaudovali na podzim roku 1930 a slavnostní otevření se konalo v den státního svátku, 28. října 1930.

## Bombardování
Budova pošty se dne 26. června 1941 stala terčem pravděpodobně německého nebo samotným maďarským letectvem zinscenovaného bombardování. Na město bylo shozeno 30 bomb, přičemž poštu zasáhlo pět. První trefila boční křídlo budovy otočené do dnešní Moyzesovy ulice (tehdy Rákóczi-körút) mezi druhým a třetím patrem a vyhloubila díru o velikosti 70 metrů čtverečních. Další dvě dopadly vedle hlavního vchodu, přičemž jedna z nich trefila parter budovy a zanechala za sebou dvanáctimetrovou díru. Poslední dvě bomby dopadly před budovu nedaleko hlavního vchodu právě během vykládání poštovních zásilek z nákladního vozu..
Budova byla do značné míry zničena a kromě velkých děr v obvodových zdech byly povybíjené okenní výplně i skleněné vitráže. Okamžitě po incidentu začaly rekonstrukční práce, které zajistily rychlé zprovoznění budovy v původním rozsahu.

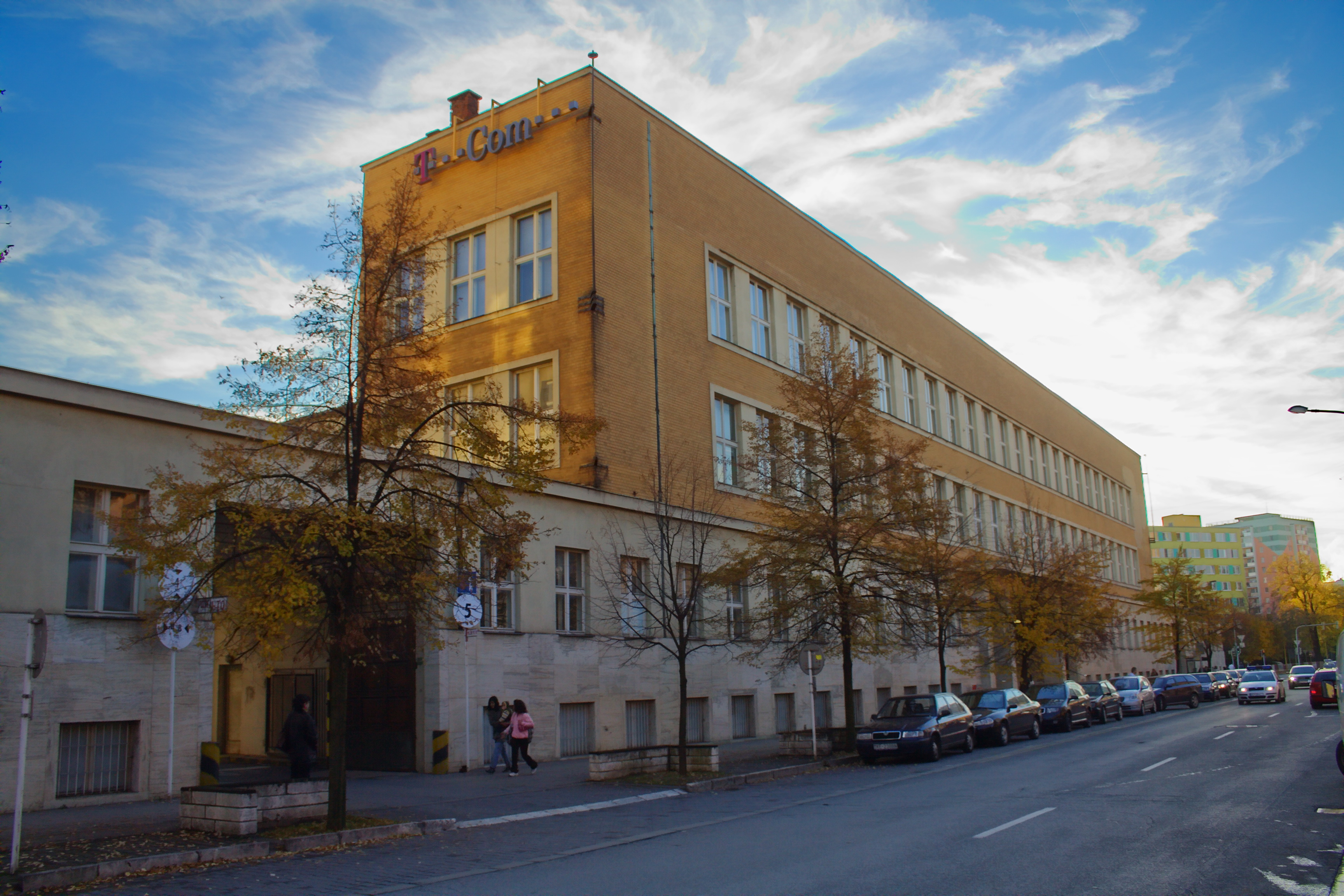
Budova pošty v roce 2007

## Současnost
Komplex budov slouží dodnes svému původnímu účelu - poštovnímu úřadu a rozhlasu. I přes sedmdesát let po postavení je převážná většina zařízení budovy původní, resp. obnovena, včetně keramických dlaždiček na podlahách, sloupů z černého skla i opaxitového obkladu. Novinkou je malá fontánka a satelitem řízené hodiny v přepážkové hale. Všech 17 přepážek je vybaveno moderními švédskými trezorovými výdejními pokladnami i pokladnami s časovým zámkem.